# Armadillidium sulcatum
Armadillidium sulcatum är en kräftdjursart som beskrevs av H. Milne Edwards 1840. Armadillidium sulcatum ingår i släktet Armadillidium och familjen klotgråsuggor. Inga underarter finns listade i Catalogue of Life.